# Мейс, Руби
Руби Мейс (англ. Ruby Mace; род. 5 сентября 2003, Upminster, Большой Лондон) — английская футболистка, полузащитник клуба «Лестер Сити» и национальной сборной Англии.

## Ранние годы
Выросшая в Апминстере, в лондонском боро Хаверинг, Мейс была младшей из троих детей и посещала школу Coopers' Company и Coborn School. Мейс заинтересовалась футболом, наблюдая за игрой своего старшего брата, когда ей было три года. Вскоре после этого она тренировалась с мужскими командами, играя на соревнованиях в возрасте 5 лет, и присоединилась к академии «Арсенала» в возрасте 7 лет.
Когда Мейс было 15 лет, Футбольная ассоциация Англии выдвинула её кандидатуру на получение финансирования Sports Aid в размере 1000 фунтов стерлингов на расходы, связанные с футболом. Она оставалась в «Арсенале» до 17 лет.

## Клубная карьера

### «Арсенал»
Мейс дебютировала за «Арсенал» 26 сентября 2020 года против «Тоттенхэм Хотспур» в отложенном матче четвертьфинала Кубка Англии сезона 2019/2020. Она вышла на замену на 88-й минуте, заменив капитана Ким Литтл, а «Арсенал» выиграл со счетом 4:0. 7 октября Мейс снова вышла на замену за «Арсенал», на этот раз против «Челси» в Кубка лиги сезона 2020/2021, заменив Кейтлин Фурд на 84-й минуте.
В Суперлиге ФА Мейс дебютировала в матче против «Брайтон энд Хоув Альбион» 11 октября, выйдя на замену во втором тайме, заменив Кейтлин Фурд на 78-й минуте. Она провела свой второй матч в лиге против «Тоттенхэм Хотспур» 18 октября, снова выйдя на замену во втором тайме, на этот раз заменив Даниэль ван де Донк на 77-й минуте.
Мейс провела свой второй матч в Кубке лиги против «Лондон Сити Лайонесс», выйдя на замену на 46-й минуте вместо Джилл Рурд в игре, которую «Арсенал» выиграл со счетом 4:0.

#### «Бирмингем Сити» (двойная регистрация)
2 февраля 2021 года Мейс подписала контракт с «Бирмингем Сити» по двойной регистрации на оставшуюся часть сезона 2020/2021.

### «Манчестер Сити»
11 июня 2021 года, в преддверии своего 18-летия, Мейс подписала свой первый профессиональный контракт с «Манчестер Сити».
13 октября 2021 года она дебютировала в Кубке лиги сезона 2021/2022 в матче против «Эвертона», сыграв все 90 минут и получив похвалу от напарницы по команде Джессы Парк. В том сезоне «Сити» выиграл данный турнир. В апреле 2024 года газета Manchester Evening News заявил, что Мейс «широко признан одним из самых ярких молодых талантов Англии».
18 мая 2024 года было объявлено, что Мейс покинет клуб по истечении срока действия контракта.

#### «Лестер Сити»
28 января 2023 года Мейс на правах аренды присоединилась к «Лестер Сити» на оставшуюся часть сезона 2022/2023,, и сыграла важную роль в том, что «Лестер» избежал вылета.
Она дебютировала за клуб в матче Кубка Англии против «Рединга» 29 января 2023 года, а 21 мая была удалена с поля в матче против «Вест Хэм Юнайтед» за вторую желтую карточку.

### «Лестер Сити»
20 июля 2024 года Мейс присоединился к «Лестер Сити» уже на постоянной основе, подписав двухлетний контракт, и отклонив предложения от испанского клуба «Атлетико Мадрид» и клубов Суперлиги ФА, включая «Челси».

## Карьера за сборную

### Юношеские
В октябре 2017 года Мейс дебютировала на международном уровне в составе сборной Англии (до 15 лет), будучи капитаном команды в матче против Шотландии, а затем продолжила играть за сборные до 17, 19 и 23 лет
.
Мейс дебютировала в составе сборной Англии (до 17 лет), будучи капитаном команды в отборочном матче чемпионата Европы 2020 года против Боснии и Герцеговины 24 октября 2019 года, в котором англичанки выиграли со счётом 4:0. Три дня спустя, 27 октября, в матче против Бельгии Мейс забила свой первый гол за сборную.
20 октября 2021 года Мейс дебютировала за сборную Англии (до 19 лет) в победном отборочном матче чемпионата Европы 2022 против Ирландии (8:1). После чего сыграла в матче против Швейцарии, в котором англичанки выиграли со счетом 1:0. В апреле 2022 года она сыграла ещё несколько победных квалификационных матчей против Уэльса и Бельгии, помогая команде пройти отбор на финальный турнир в Чехии.
В июне 2022 года Мейс входила в стартовые составы сборной Англии (до 19 лет) в матчах чемпионата Европы 2022 против Норвегии (4:1) и Швеции (0:1) в качестве центрального защитника, прежде чем была заменена из-за травмы в матче против Германии (0:3).
Мейс впервые была вызвана в состав сборной Англии (до 23 лет) 8 февраля 2023 года. В течение 2023 года она продолжала играть четвёртым номером (опорный полузащитник) в качестве игрока стартового состава, играя в матчах против Испании, Бельгии, Португалии, Норвегии, Италии, Португалии и Франции. В феврале 2024 года BBC Sport включил Мейс в список пяти будущих футболисток национальной сборной, описанных как «одна из самых высоко оцененных молодых девушек Англии»
.

### Национальная
Мейс впервые была вызвана в национальную сборную 19 ноября 2024 года на товарищеские матчи против США и Швейцарии In being selected, she became the first Leciester City women’s player to be called up to the senior team.. Получив вызов, она стала первым игроком женского клуба «Лестер Сити», вызванным в основную команду. 3 декабря она дебютировала в стартовом составе в победном матче против Швейцарии (1:0).

## Клубная статистика
| Клуб                    | Сезон      | Лига         | Лига  | Лига | Кубок Англии | Кубок Англии | Кубок лиги | Кубок лиги | Континент | Континент | Итог  | Итог |
| Клуб                    | Сезон      | Дивзион      | Матчи | Голы | Матчи        | Голы         | Матчи      | Голы       | Матчи     | Голы      | Матчи | Голы |
| ----------------------- | ---------- | ------------ | ----- | ---- | ------------ | ------------ | ---------- | ---------- | --------- | --------- | ----- | ---- |
| Арсенал                 | 2019/20    | Суперлига ФА | 0     | 0    | 1            | 0            | 0          | 0          | 0         | 0         | 1     | 0    |
| Арсенал                 | 2020/21    | Суперлига ФА | 3     | 0    | 0            | 0            | 3          | 0          | 0         | 0         | 6     | 0    |
| Арсенал                 | Итог       | Итог         | 3     | 0    | 1            | 0            | 3          | 0          | 0         | 0         | 7     | 0    |
| Бирмингем Сити (аренда) | 2020/21    | Суперлига ФА | 11    | 2    | 2            | 0            | 0          | 0          | 0         | 0         | 13    | 2    |
| Манчестер Сити          | 2021/22    | Суперлига ФА | 7     | 0    | 2            | 0            | 6          | 0          | 0         | 0         | 15    | 0    |
| Манчестер Сити          | 2022/23    | Суперлига ФА | 1     | 0    | 0            | 0            | 4          | 0          | 0         | 0         | 5     | 0    |
| Манчестер Сити          | 2023/24    | Суперлига ФА | 5     | 0    | 1            | 0            | 3          | 0          | —         | —         | 9     | 0    |
| Манчестер Сити          | Итог       | Итог         | 13    | 0    | 3            | 0            | 13         | 0          | 0         | 0         | 29    | 0    |
| Лестер Сити (аренда)    | 2022/23    | Суперлига ФА | 10    | 0    | 1            | 0            | —          | —          | —         | —         | 11    | 0    |
| Лестер Сити             | 2024/25    | Суперлига ФА | 8     | 0    | 0            | 0            | 2          | 0          | —         | —         | 10    | 0    |
| Лестер Сити             | Итог       | Итог         | 18    | 0    | 1            | 0            | 2          | 0          | 0         | 0         | 21    | 0    |
| Общий итог              | Общий итог | Общий итог   | 45    | 2    | 7            | 0            | 18         | 0          | 0         | 0         | 70    | 2    |

## Достижения

### «Манчестер Сити»
- Обладательница Кубка английской лиги[англ.]: 2021/22